# Historia del uniforme del Club Deportivo Guadalajara (España)
El CD Guadalajara en equipación local comúnmente ha vestido con camiseta morada, pantalones blancos y medias moradas con diferentes variaciones. 
La equipación alternativa al principio comenzó siendo camisa roja y pantalón azul cedido por la Selección española que con los años iría cambiando de color predominando el color blanco.
En la temporada 23-24 hizo en su camiseta visitante un homenaje al Club Deportivo Guadalajara de México usando sus colores.

### Evolución del uniforme

#### Uniforme titular
| 1947 | 1972 | 1983 | 1986-88 | 1988-90 | 1990-92 | 1992-93 | 1993-98 | 1998-01 |  |

| 2001-02 | 2002-03 | 2003-08 | 2008-10 | 2010-12 | 2012-13 | 2013-15 | 2015-17 | 2017-18 |  |

| 2018-19 | 2019-20 | 2020-21 | 2021-22 | 2022-23 | 2023-24 | 2024-25 | 2025-26 |  |

#### Uniforme alternativo
| 1947 | 1981-82 | 1990-92 | 1993-98 | 1998-01 | 2001-02 | 2002-03 | 2003-08 | 2008-10 |  |

| 2010-12 | 2012-13 | 2013-15 | 2015-17 | 2017-18 | 2018-19 | 2019-20 | 2020-21 | 2021-22 |  |

| 2022-23 | 2023-24 | 2024-25 | 2025-26 |  |

#### Tercer uniforme y especiales
| 1990-93 Titular | 2003-08 Tercera | 2008-10 Tercera | 2010-12 Tercera | 2012-13 Titular | 2012-13 Tercera | 2017-18 Pretemporada | 2017-18 Tercera | 2019-20 Tercera |  |

| 2021-22 Tercera | 2022-23 Copa del Rey |  |

### Proveedores y patrocinadores
El uniforme del Club Deportivo Guadalajara comenzó a portar patrocinadores en la temporada 1986-87 con Cubre escayolas Prim durante dos temporadas. Hasta la fecha estos han sido los proveedores y patrocinadores del club.
| Periodo | Proveedor                                   | Patrocinador principal  |
| ------- | ------------------------------------------- | ----------------------- |
| 1972-80 | Mont-Halt                                   | Sin patrocinio          |
| 1980-83 | Desconocido                                 | Sin patrocinio          |
| 1983-84 |                                             | Sin patrocinio          |
| 1984-86 | Desconocido                                 | Sin patrocinio          |
| 1986-88 | Prim                                        | Cubre escayolas Prim    |
| 1988-90 | McYadra                                     | Cafetería Santo Domingo |
| 1990-92 | Massana                                     |                         |
| 1990-93 |                                             |                         |
| 1993-98 | Desconocido                                 |                         |
| 1998-01 | Krafwin                                     |                         |
| 2001-06 |                                             |                         |
| 2006-08 | Grupo Reyal                                 |                         |
| 2008-09 |                                             |                         |
| 2013-14 | #JusticiaParaElGuadalajara / Sin patrocinio |                         |
| 2014-15 | Sin patrocinio / Trig Money                 |                         |
| 2015-17 |                                             | Sin patrocinio          |
| 2017-18 |                                             | Sin patrocinio          |
| 2018-19 |                                             | Sin patrocinio          |
| 2019-20 |                                             | LENER Emprendimientos   |
| 2020-22 |                                             | LENER Emprendimientos   |
| 2022-24 |                                             | LENER Emprendimientos   |
| 2024-26 | Hercesa                                     |                         |
| 2026-27 |                                             |                         |